# South Ashburnham
South Ashburnham é um lugar designado pelo censo localizado no condado de Worcester no estado estadounidense de Massachusetts. No Censo de 2010 tinha uma população de 1.062 habitantes e uma densidade populacional de 136,82 pessoas por km².

## Geografia
South Ashburnham encontra-se localizado nas coordenadas 42° 37′ 16″ N, 71° 56′ 36″ O. Segundo a Departamento do Censo dos Estados Unidos, South Ashburnham tem uma superfície total de 7.76 km², da qual 7.73 km² correspondem a terra firme e (0.37%) 0.03 km² é água.

## Demografia
Segundo o censo de 2010, tinha 1.062 pessoas residindo em South Ashburnham. A densidade populacional era de 136,82 hab./km². Dos 1.062 habitantes, South Ashburnham estava composto pelo 95.2% brancos, o 1.13% eram afroamericanos, o 0% eram amerindios, o 1.88% eram asiáticos, o 0% eram insulares do Pacífico, o 0.66% eram de outras raças e o 1.13% pertenciam a duas ou mais raças. Do total da população o 1.98% eram hispanos ou latinos de qualquer raça.